# دیوید برینتون
دیوید برینتون (انگلیسی: David Brinton؛ زادهٔ ۱۷ ژانویهٔ ۱۹۶۷) دوچرخه‌سوار اهل ایالات متحده آمریکا است. وی در بازی‌های المپیک تابستانی ۱۹۸۸ شرکت کرده است.